# The Rolling Stones No. 2
The Rolling Stones No. 2 er det andet engelsk album fra The Rolling Stones, der blev udgivet i 1965 som opfølgeren på det succesfulde debutalbum fra 1964 The Rolling Stones. Ikke overraskende fulgte The Rolling Stones No. 2 i sin forgængers fodspor, ved at bestå hovedsagelig af  R’n’B covers. Dog indeholdt den hele tre numre fra det stadig stærkere sangskrivning makkerpar Mick Jagger / Keith Richards. 
Ved at bruge coveret fra albummet 12 X 5, det andet amerikanske album udgivet i oktober 1964, ville The Rolling Stones No. 2 stort set efterligne det næste album udgivet i USA, albummet The Rolling Stones, Now!. 
Mens Eric Easton var med producent på The Rolling Stones debutalbum sammen med Andrew Loog Oldham, overtog Oldham hele arbejdet for The Rolling Stones No. 2 som blev optaget spredt gennem 1964.
Det var en stor succes ved udgivelsen i England, og The Rolling Stones No. 2 blev nummer 1 tidligt i 1965, hvor den lå i 10 uger. Endnu en gang blev albummet fra The Rolling Stones et af årets bedst sælgende albums. 

## Spor

### A-side
1. "Everybody Needs Somebody To Love" (Solomon Burke/Jerry Wexler/Bert Russell) – 5:03 
  - Kan også fås på More Hot Rock (Big Hits & Fazed Cookies). Versionen på The Rolling Stones, Now er 2 minutter kortere.
2. "Down Home Girl" (Jerry Leiber/Arthur Butler) – 4:11
3. "You Can't Catch Me" (Chuck Berry) – 3:38
4. "Time Is on My Side" (Norman Meade) – 2:58 
  - Denne version af sangen er anderledes end den der er på albummet 12 x 5
5. "What A Shame" (Mick Jagger/Keith Richards) – 3:03
6. "Grown Up Wrong" (Mick Jagger/Keith Richards) – 1:50

### B-side
1. "Down The Road Apiece" (Don Raye) – 2:55
2. "Under The Boardwalk" (Arthur Resnick/Kenny Young) – 2:46
3. "I Can't Be Satisfied" ( McKinley Morganfield) – 3:26
4. "Pain In My Heart" (Naomi Neville) – 2:11
5. "Off the Hook" (Mick Jagger/Keith Richards) – 2:33
6. "Susie Q" (Eleanor Broadwater/Dale Hawkins/Stan Lewis) – 1:50